# Steppenlemming
Der Steppenlemming (Lagurus lagurus) ist eine in West- und Zentralasien verbreitete Art der Wühlmäuse. Trotz seines Namens gehört er nicht zu den Lemmingen, sondern in die Verwandtschaft der Schermäuse. Der engste Verwandte ist wahrscheinlich die sehr ähnliche nordamerikanische Salbeiwühlmaus (Lemmiscus curtatus). Der Steppenlemming wird auch als Heimtier gehalten.
Das Fell ist oberseits grau gefärbt und hat einen auffälligen Aalstrich. Die Unterseite ist weißlich. Der gedrungene, 8 bis 12 cm lange Körper, der nur 1 cm lange Schwanz und die winzigen, im Fell verborgenen Ohren sind der Grund dafür, dass man diese Wühlmaus als „Lemming“ bezeichnet.
Das Verbreitungsgebiet reicht heute vom Osten der Ukraine bis ins östliche Kasachstan. In Kasachstan ist er das häufigste Säugetier überhaupt: In Jahren mit besonders hohen Populationszahlen findet man bisweilen 30 bis 50 Steppenlemminge auf einem Hektar Land. Habitat sind Steppen und Halbwüsten, aber bei großem Populationsdruck werden auch Felder und Viehweiden besiedelt. In Getreidefeldern können Steppenlemminge beträchtlichen Schaden anrichten.
Noch bis etwa 1900 waren Steppenlemminge auch in der westlichen und mittleren Ukraine verbreitet, wurden hier aber ausgerottet. Von Fossilfunden weiß man, dass im Pleistozän große Mengen dieser Tiere die europäischen Kältesteppen westwärts bis zu den britischen Inseln bewohnt haben.
Steppenlemminge legen Baue an, die 90 cm unter die Erde reichen. Sie führen zu einer Nestkammer, die einen Durchmesser von etwa 10 cm hat und mit Pflanzenmaterialien ausgepolstert ist. Tagsüber verbergen sie sich in diesen Bauen. Nachts gehen sie auf die Suche nach Nahrung, die aus Pflanzenteilen aller Art besteht.